# Вэлуцэ, Эдуард Васильевич
Эдуард Васильевич Вэлуцэ (рум. Eduard Văluţă; 9 апреля 1979) — молдавский футболист, защитник.

## Клубная карьера
Выступал в чемпионатах Молдавии, России, Украины, Белоруссии, Казахстана и Индонезии. Обладатель Кубка Казахстана 2006.
Наибольшее количество матчей сыграл на Украине за «Металлург» (Запорожье). В этой команде выступал со своими соотечественниками Алексеем Савиновым и Марчелом Решиткой. После завершения сотрудничества все трое судились с украинской командой из-за невыполненных финансовых обязательств. Кроме того Эдуард Вэлуцэ на одной из тренировок «Металлурга» получил серьёзную травму — ему оторвали палец на руке.

## Международная карьера
В сборной Молдавии провёл 4 матча.